# Station Eleven (mini-série)
Cet article concerne la série télévisée. Pour le roman de Emily St. John Mandel sur lequel elle est basée, voir Station Eleven.
 (janvier 2022).
La mise en forme du texte ne suit pas les recommandations de Wikipédia : il faut le « wikifier ».
Les points d'amélioration suivants sont les cas les plus fréquents. Le détail des points à revoir est peut-être précisé sur la page de discussion.
- Les titres sont pré-formatés par le logiciel. Ils ne sont ni en capitales, ni en gras.
- Le texte ne doit pas être écrit en capitales (les noms de famille non plus), ni en gras, ni en italique, ni en « petit »…
- Le gras n'est utilisé que pour surligner le titre de l'article dans l'introduction, une seule fois.
- L'italique est rarement utilisé : mots en langue étrangère, titres d'œuvres, noms de bateaux, etc.
- Les citations ne sont pas en italique mais en corps de texte normal. Elles sont entourées par des guillemets français : « et ».
- Les listes à puces sont à éviter, des paragraphes rédigés étant largement préférés. Les tableaux sont à réserver à la présentation de données structurées (résultats, etc.).
- Les appels de note de bas de page (petits chiffres en exposant, introduits par l'outil «  Source ») sont à placer entre la fin de phrase et le point final[comme ça].
- Les liens internes (vers d'autres articles de Wikipédia) sont à choisir avec parcimonie. Créez des liens vers des articles approfondissant le sujet. Les termes génériques sans rapport avec le sujet sont à éviter, ainsi que les répétitions de liens vers un même terme.
- Les liens externes sont à placer uniquement dans une section « Liens externes », à la fin de l'article. Ces liens sont à choisir avec parcimonie suivant les règles définies. Si un lien sert de source à l'article, son insertion dans le texte est à faire par les notes de bas de page.
- La présentation des références doit suivre les conventions bibliographiques. Il est recommandé d'utiliser les modèles {{Ouvrage}}, {{Chapitre}}, {{Article}}, {{Lien web}} et/ou {{Bibliographie}}. Le mode d'édition visuel peut mettre en forme automatiquement les références.
- Insérer une infobox (cadre d'informations à droite) n'est pas obligatoire pour parachever la mise en page.

Pour une aide détaillée, merci de consulter Aide:Wikification.
Si vous pensez que ces points ont été résolus, vous pouvez retirer ce bandeau et améliorer la mise en forme d'un autre article.
Station Eleven est une mini-série américaine dystopique et post-apocalyptique créée par Patrick Somerville (en). Il s'agit d'une adaptation du roman éponyme de Emily St. John Mandel publié en 2014. La mini-série a été diffusée pour la première fois sur HBO Max, du 16 décembre 2021 au 13 janvier 2022 et diffusé sur Z au Québec à partir du 5 janvier 2023. Elle compte dix épisodes d'environ 44 minutes et est interprétée, entre autres, par Mackenzie Davis, Matilda Lawler, Himesh Patel, Gael García Bernal, Daniel Zovatto et Lori Petty.

## Prémices
Vingt ans après qu'une pandémie de grippe a éradiqué 99 % de la population mondiale et provoqué l'effondrement de la civilisation, Kirsten (Mackenzie Davis) et un groupe d'artistes itinérants mettent en scène des pièces de Shakespeare pour d'autres survivants.

## Distribution

### Acteurs principaux
- Mackenzie Davis (VF : Ingrid Donnadieu) : Kirsten
  - Matilda Lawler (en) : Kirsten enfant
- Himesh Patel (VF : Benoît Du Pac) : Jeevan Chaudhary
- David Wilmot (en) (VF : Stefan Godin) : Clark Thompson
- Nabhaan Rizwan : Frank Chaudhary
- Daniel Zovatto : Tyler Leander
  - Julian Obradors : Tyler enfant
- Philippine Velge (VF : Maïa Michaud) : Alexandra
- Lori Petty (VF : Ivana Coppola) : Sarah

### Acteurs récurrents
- Gael García Bernal (VF : Vincent Ropion) : Arthur Leander
- Danielle Deadwyler (VF : Amélia Ewu) : Miranda Carroll
- Caitlin FitzGerald : Elizabeth
- Andy McQueen (en) : Sayid
- David Cross (VF : Yann Guillemot) : Gil
- Enrico Colantoni : Brian
- Deborah Cox (VF : Julie Dray) : Wendy
- Luca Villacis (VF : Benjamin Lhommas) : Cody
- Prince Amponsah (en) (VF : Jean-Paul Pitolin) : August
- Dylan Taylor (en) : Dan
- Joe Pingue : Dieter
- Maxwell McCabe-Lokos (en) : Vlad
- Ajahnis Charley : Chrysanthemum
- Milton Barnes : Miles
- Kate Moyer (en) : Haley Butterscotch
- Timothy Simons : Jim

 Source et légende : version française (VF) sur RS Doublage

## Production

### Conception
En février 2015, le producteur Scott Steindorff acquiert les droits télévisuels et cinématographiques du roman d'Emily St. John Mandel. Le 25 juin 2019, la série est commandée par le service de streaming vidéo HBO Max. Elle est développée et créée par Patrick Somerville (en) (Maniac, The Leftovers) et réalisée par Hiro Murai (Atlanta, clips de Childish Gambino). Ces derniers sont producteurs exécutifs aux côtés de Scott Delman, Dylan Russell, Scott Steindorff, Jessica Rhoades, Jeremy Podeswa et Nate Matteson. La mini-série est diffusée le 16 décembre 2021. Podeswa, Helen Shaver et Lucy Tcherniak ont également réalisé des épisodes.

### Attribution des rôles
En octobre 2019, Mackenzie Davis, Himesh Patel et David Wilmot sont choisis pour jouer dans la série. La jeune actrice Matilda Lawler les rejoint en novembre 2019. En janvier 2020, Gael García Bernal est sélectionné pour le rôle de Arthur Leander.  

### Tournage
Le tournage a commencé à Chicago en janvier 2020. En raison de la pandémie de COVID-19, la production a été transférée à Mississauga (Canada) en février 2021 et s'est terminée le 9 juillet 2021.

## Épisodes
1. Roue de feu (Wheel of Fire)
2. Un faucon dans une scie à main (A Hawk from a Handsaw)
3. Ouragan (Hurricane)
4. Rosencrantz et Guildenstern ne sont pas morts (Rosencrantz and Guildenstern Aren't Dead)
5. L'Aéroport de Severn City (The Severn City Airport)
6. La survie est insuffisante (Survival is Insufficient)
7. Adieu ma maison endommagée (Goodbye My Damaged Home)
8. Qui est là ? (Who's There?)
9. Dr Chaudhary (Dr. Chaudhary)
10. Cercle ininterrompu (Unbroken Circle)

## Accueil
Rotten Tomatoes rapporte un taux d'approbation de 98 % avec une note moyenne de 8,2/10, basée sur 46 critiques. Sur le site web Metacritic, la série obtient un score moyen de 82/100 basé sur 25 critiques. La journaliste Sonia Sarfati, dans sa critique pour Le Devoir, décrit la mini-série comme profonde et originale et qualifie son montage en différents tableaux comme « spectaculaire d'intelligence ».